# Художественная коллекция Дэвида Боуи
Рок-музыкант Дэвид Боуи владел обширной частной коллекцией произведений искусства, в которую входили картины, скульптуры и мебель. Он начал коллекционировать произведения искусства в середине 1970-х годов и продолжал заниматься этим до конца своей жизни. В коллекции были картины, написанные им самим. В конце 1990 года одна из собственных картин Боуи была продана на аукционе за 500 долларов.

## Боуи как коллекционер произведений искусства и сторонник искусства
По словам биографов, Боуи начал ценить и коллекционировать предметы искусства в середине 1970-х, когда переехал в Берлин — чтобы избавиться от кокаиновой зависимости. Художник и писатель Мэтью Коллингс охарактеризовал коллекцию музыканта как «богемное, романтическое, выразительное, эмоциональное искусство». Арт-консультанты описывали Боуи как «истинного коллекционера. Его приобретения не были мотивированы коммерческой стороной; ему было интересно искусство, а не выгода. Это была глубоко личная, эклектичная коллекция, отражающая его британские корни и его настоящую страсть к искусству». Коллекцию современного африканского искусства Боуи называли «[демонстрирующей] понимание [темы], выходящее далеко за рамки слишком частой погони за экзотикой и „непохожестью“ искусства с континента». В 1995 году Боуи настаивал на выставке южноафриканского искусства, и даже написал статью о Йоханнесбургской биеннале для журнала Modern Painters. В 1998 году Боуи стал членом редакции этого журнала, и поучаствовал в художественной мистификации о Нэте Тейте. Музыкант часто фигурировал в списках «200 лучших коллекционеров» по версии ARTnews.

## Известные художники и их произведения в коллекции Боуи
«На полном серьёзе, произведения искусства были единственным, чем я всегда мечтал владеть».
«Единственное, что я покупаю с одержимостью и пристрастием, — это предметы искусства».
Среди известных художников, чьи работы имелись в коллекции Боуи, фигурировали:
- Ар-брют из сообщества художников Gugging Group[9]
- Head of Gerda Boehm (1965) Франка Ауэрбаха[9]
- Air Power (1984) Жана-Мишеля Баския[8][3]
- Дэвид Бомберг[10]
- Стереопроигрыватель 1960-х годов изготовленный Акилле Кастильони и Пьером Джакомо Кастильони[11][3]
- Патрик Колфилд[9]
- Марсель Дюшан[8]
- A London Interior Гарольда Гилмана[12]
- Ромуальд Хазуме[5]
- Эрих Хеккель[10]
- Дэмьен Херст[8]
- Айвон Хитченс[англ.][10]
- Питер Хаусон[10]
- Леон Коссоф[8]
- Питер Ланион[англ.][9]
- Перси Уиндем Льюис[13]
- Мемфис Милано[англ.][9]
- Генри Мур[8]
- Одд Нердрум[10]
- Уинифред Николсон[англ.][10]
- Мерет Оппенгейм[10]
- Франсис Пикабиа[7]
- Питер Пауль Рубенс[7]
- Эгон Шиле[7]
- Уильям Скотт[англ.][10]
- Этторе Соттсасс[14]
- Стэнли Спенсер[8]
- Грэхем Сазерленд[9]
- Altarpiece of Saint Catherine Тинторетто[7][10][15]
- Уильям Тёрнбулл[10]
- Юан Аглоу[англ.][10]
- Джон Вертью[англ.][8]
- Джек Батлер Йейтс[16]

Картина Air Power Жана-Мишеля Баския, являющаяся самым дорогим произведением искусства в коллекции Боуи (оцениваемая в 3,5 миллиона долларов), была продана в 2016 году за 8,8 миллиона долларов. Altarpiece of Saint Catherine Тинторетто, который был одним из первых приобретений Боуи в 1987 году, был продан за 191 000 фунтов стерлингов.
Боуи увлекался рисованием и скульптурой — его собственные работы также являлись частью коллекции. Так, в неё входила серия автопортретов (из пяти картин), которые он нарисовал в 1995 году, один из них был использован в качестве обложки для альбома Outside. Боуи также часто посещал вернисажи, как правило со своей женой Иман, например, в 1999 году он посетил открытие галереи с художником Дамианом Лебом.

## Аукцион 2016 года
«Коллекция Дэвида Боуи базировалась на его личном интересе музыканта и страсти к искусству. Он всегда поощрял сотрудничество с галереями и с удовольствием делился работами, находящимися у него на хранении. Хотя его семья выставила на аукцион не все экспонаты, оставив себе имеющие особое личное значение, настало время дать другим возможность оценить – и приобрести – произведения искусства и антиквариат, которыми он так восхищался».
Около 350 произведений искусства из коллекции Боуи были выставлены на аукцион в ноябре 2016 года. Однако, ни одна из собственных художественных работ Боуи не участвовала в мероприятии. Вся выручка от продаж пошла семье музыканта. По оценке аукционного дома Sotheby’s, стоимость выставленной на продажу коллекции составляла около 13 миллионов долларов. Перед аукционом некоторые из предметов коллекции были продемонстрированы на экспозициях в Лос-Анджелесе, Нью-Йорке и Гонконге. Экспонаты, выставленные на аукцион, составляли около двух третей коллекции музыканта.
По словам представителя семьи Боуи, они решили выставить часть его коллекции на продажу, так как у них «не было достаточно места» для её хранения.
Аукцион превзошёл ожидания — вся коллекция была продана за два дня. Сумма выручки составила 32,9 миллиона фунтов стерлингов (около 41,5 миллиона долларов). Самым дорогим экспонатом стала картина Жана-Мишеля Баския Air Power (вдохновлённая граффити), проданная за 7,09 миллиона фунтов стерлингов. Выставка коллекции предметов искусства и антиквариата музыканта только в Лондоне привлекла более 51 000 посетителей, что стало рекордом среди подобных предпродажных экспозиций в столице Соединённого Королевства. В аукционах приняли участие 1750 человек, ещё более 1000 человек участвовали в торгах онлайн.

## Аукцион 2021 года
В середине-конце 1990-х Боуи написал серию картин под названием «DHead», пронумерованных римскими цифрами. На этих картинах были изображены друзья, товарищи по группе и автопортреты самого музыканта. Одна из этих картин была использована в качестве обложки для альбома Outside 1995 года. В июне 2021 года картина «DHead XLVI» была выставлена на аукцион по цене 108 120 канадских долларов (или примерно 87 800 долларов США).